# Máté Szolgai
Máté Szolgai (ur. 27 lipca 2003) – słowacki piłkarz, występujący na pozycji pomocnika w słowackim klubie ŠTK Šamorín oraz w reprezentacji Słowacji U-20.

## Kariera
Na podstawie:
| Klub            | Miasto          | Debiut                                                  | Sukcesy | Mecze w międzynarodowych pucharach |
| --------------- | --------------- | ------------------------------------------------------- | ------- | ---------------------------------- |
| ŠTK Šamorín     | Šamorín         | 12 marca 2022 ŠTK Šamorín 0:1 FK Dukla Bańska Bystrzyca | –       | –                                  |
| Dunajská Streda | Dunajská Streda | 20 lipca 2022 Víkingur Gøta 0:2 Dunajská Streda         | –       | Víkingur Gøta 0:2 Dunajská Streda  |

## Statystyki

### Klubowe[2][3]
(aktualne na dzień 24 maja 2023)
| Klub            | Sezon   | Liga             | Liga  | Liga   | Puchar krajowy | Puchar krajowy | Kontynentalne | Kontynentalne | Suma  | Suma   |
| Klub            | Sezon   | Liga             | Mecze | Bramki | Mecze          | Bramki         | Mecze         | Bramki        | Mecze | Bramki |
| --------------- | ------- | ---------------- | ----- | ------ | -------------- | -------------- | ------------- | ------------- | ----- | ------ |
| ŠTK Šamorín     | 2021/22 | II liga słowacka | 6     | 1      | 0              | 0              | –             | –             | 6     | 1      |
| Dunajská Streda | 2022/23 | I liga słowacka  | 0     | 0      | 0              | 0              | 1             | 0             | 1     | 0      |
| ŠTK Šamorín     | 2022/23 | II liga słowacka | 24    | 5      | 3              | 1              | –             | –             | 27    | 6      |
| ŠTK Šamorín     | Łącznie | Łącznie          | 30    | 6      | 3              | 1              | 1             | 0             | 34    | 7      |

### Reprezentacyjne[4]
(aktualne na dzień 24 maja 2023)
Zawodnik nie rozegrał jeszcze żadnego meczu w kadrze seniorskiej. Statystyki pochodzą z meczów reprezentacji U-20.
| Występy i gole w reprezentacji U-20 | Występy i gole w reprezentacji U-20 | Występy i gole w reprezentacji U-20 | Występy i gole w reprezentacji U-20 | Występy i gole w reprezentacji U-20 | Występy i gole w reprezentacji U-20 | Występy i gole w reprezentacji U-20 | Występy i gole w reprezentacji U-20 | Występy i gole w reprezentacji U-20         |
| Lp.                                 | Data                                | Miasto                              | Przeciwnik                          | Wynik                               | Czas                                | Gole                                | Inne                                | Rozgrywki                                   |
| ----------------------------------- | ----------------------------------- | ----------------------------------- | ----------------------------------- | ----------------------------------- | ----------------------------------- | ----------------------------------- | ----------------------------------- | ------------------------------------------- |
| 1.                                  | 24.09.2022                          | Taszkent                            | Uzbekistan U-20                     | 0:2 (0:2)                           | 1′–90′                              |                                     |                                     | mecz towarzyski                             |
| 2.                                  | 27.09.2022                          | Taszkent                            | Uzbekistan U-20                     | 1:4 (0:2)                           | 1′–55′                              |                                     |                                     | mecz towarzyski                             |
| 3.                                  | 19.11.2022                          | Murcja                              | Indonezja U-20                      | 2:1 (0:1)                           | 65′–90′                             |                                     |                                     | mecz towarzyski                             |
| 4.                                  | 21.11.2022                          | Murcja                              | Arabia Saudyjska U-20               | 2:1 (2:0)                           | 1′–73′                              |                                     |                                     | mecz towarzyski                             |
| 5.                                  | 24.11.2022                          | Ta’ Qali                            | Malta U-20                          | 2:1 (2:1)                           | 1′–90′                              |                                     |                                     | mecz towarzyski                             |
| 6.                                  | 27.11.2022                          | Ta’ Qali                            | Malta U-20                          | 1:1 (1:0)                           | 1′–46′                              |                                     |                                     | mecz towarzyski                             |
| 7.                                  | 20.05.2023                          | San Juan                            | Fidżi U-20                          | 4:0 (2:0)                           | 1′–80′                              | 1                                   |                                     | Mistrzostwa Świata U-20 w Piłce Nożnej 2023 |
| 8.                                  | 23.05.2023                          | San Juan                            | Ekwador U-20                        | 1:2 (1:1)                           | 1′–46′                              | 1                                   |                                     | Mistrzostwa Świata U-20 w Piłce Nożnej 2023 |

## Osiągnięcia
Na podstawie:

### Klubowe
(stan na 24 maja 2023)
Brak ważniejszych osiągnięć.

### Reprezentacyjne
(stan na 24 maja 2023)
Brak ważniejszych osiągnięć.